# Xanthoprepes marginata
Xanthoprepes marginata là một loài bướm đêm trong họ Geometridae.